# Schiffdorfer Windmühle
Die Schiffdorfer Windmühle, An der Mühle 2, Ecke Bohlenstraße, im niedersächsischen Schiffdorf im Landkreis Cuxhaven wurde 1864 errichtet. Aktuell (2024) wird sie als museale Mühle genutzt.
Das Gebäude steht unter Denkmalschutz (siehe auch Liste der Baudenkmale in Schiffdorf).

## Geschichte
Früher stand hier eine kleine Bockwindmühle. Das Modell einer Bockwindmühle steht neben der Mühle.
Die Galerie-Holländerwindmühle besteht aus einem achteckigen dreigeschossigen Backsteinunterbau mit Durchfahrt und zwei geschossteilenden Backsteingesimsen sowie rundbogigen Fenstern und Ladeluken, dem dreigeschossigen Oberteil (Rumpf) mit der hölzernen Galerie auf eisernen Kragträgern, den Mehl-, Stein-, Hebe- und Kappenboden, mit vier funktionsfähigen Mahlwerken und der reetgedeckten drehbaren Kappe mit den Flügeln mit eisernen Jalousieklappen und der Windrose. Aufgrund ihres reetgedeckten grauen Rumpfes wird sie auch „De ole Griese von Schipdorp“ genannt.
Der Mühlenverein Schiffdorf von 1977 betreut die Mühle. Die Mühle wurde 2013/14 umfangreich saniert, die Galerie, Kappe, Flügel u. a. wurden erneuert. Die Mühle kann zum Mahlen und Schroten betrieben werden. An öffentlichen Mahltagen kann sie besichtigt werden. Sie ist Station 23 der Niedersächsischen Mühlenstraße/Landkreis Cuxhaven.
Trauungen in der Mühle sind möglich.
Das Landesdenkmalamt befand u. a.: „… Durch ihren hohen Aufbau hat sie eine orts- und landschaftsbildprägenden Bedeutung …“